# Batalha de Lutter am Barenberge
A Batalha de Lutter am Barenberge foi travada em 27 de agosto de 1626, no curso da Guerra dos Trinta Anos, durante a fase de intervenção da Dinamarca no conflito. Nela, o marechal católico João T'Serklaes von Tilly, à frente de 26.000 homens, derrotou os 15.000 soldados do rei Cristiano IV da Dinamarca, causando 6.000 baixas e capturando 2.500 homens.
Esta derrota teve um efeito irreparável sobre a Dinamarca, forçando Cristiano IV e muitos príncipes protestantes a buscar um acordo com o imperador Fernando II.